# D'Artacán y los Tres Mosqueperros (filme)
D'Artacán y los tres mosqueperros (em catalão: D'Artacan i els tres gossos moqueters; em inglês:  Dogtanian and the Three Muskehounds; prt: D'Artacão e os Três Moscãoteiros: O Filme), conhecido como The Dog Knight na América do Norte, é um filme espanhol de comédia de aventura e animação de 2021 dirigido por Toni García e escrito por Doug Langdale, baseado na série de televisão de mesmo nome de 1981, por sua vez adaptada da história de Alexandre Dumas de 1844. D'Artagnan e Os Três Mosqueteiros. O filme é produzido pela Apolo Films (estúdio de cinema da BRB Internacional) e Cosmos Maya.
O jovem espadachim D'Artacão sonha em juntar-se aos lendários Moscãoteiros e servir Sua Majestade. Depois de provar a sua habilidade e ganhar confiança, ele e os Moscãoteiros lutam contra o malvado Cardeal Richelião para defender o rei e impedir a conspiração do vilão para tomar o poder.

## Elenco

### Elenco espanhol original
- Miguel Ángel Pérez como Pom e D'Artacão
- Eduardo Jover como pai de D'Artacão
- Gloria Cámara como mãe de D'Artacão
- Antonio Ramírez como Rofty, Guarda do Cardeal e Contrabandistas
- Ana Esther Alborg como Julieta
- Ana María Marí como Milady
- Luis Bajo como Conde de Rocãoforte
- Carlos Kaniowsky como Sr. de Tréville

### Elenco catalão
Fonte
- Ivan Labanda como D'Artacão
- Raúl Llorens como Arãomis
- José Posada como Mordos
- Santi Lorenz como Dogos
- Eduardo Jover como pai de D'Artacão
- Núria Trifol como Julieta
- Joan Carles Gustems como Cardeal Richelião
- José Luis Mediavilla como Pom
- Domènech Farell como Widimer
- Alicia Laorden como Milady
- Juan Antonio Bernal como Conde de Rocãoforte
- Jordi Boixaderas como Sr. de Tréville
- Pep Anton Muñoz como Rei Luís XIII

## Produção
De acordo com o seu site principal, o BRB Internacional planejava lançar uma nova longa-metragem em CGI em 2016, mas foi adiado por motivos desconhecidos. Em abril de 2019, foi anunciado que a Apolo Films assumiu desde então a produção do filme. No dia 11 de fevereiro de 2020 foi revelada a primeira imagem do filme. O filme foi escrito por Doug Langdale e dirigido por Toni Garcia. O filme foi lançado nos cinemas em janeiro de 2021 sob o título Dogtanian and the Three Muskehounds. Foi lançado em SVOD.
O filme mantém a música tema principal de abertura da série original composta por Guido e Maurizio De Angelis. Além disso, eles compuseram novas músicas para o filme.

## Lançamento
Na Espanha, estava originalmente previsto para estreia nos cinemas em 22 de janeiro de 2021 mas seu lançamento foi adiado para 18 de agosto de 2021 devido à pandemia COVID-19.
O filme foi lançado no Reino Unido em 25 de junho de 2021, e em Portugal, em 29 de julho de 2021.
Em 2022, a Viva Pictures lançou o filme em serviços de streaming na América do Norte, renomeado The Dog Knight.

## Sequela de série de televisão
Uma nova série de televisão de D'Artacão, intitulada Dogtanian, The Hero (em português: Dartacão, O Herói), está em desenvolvimento. Acontece após os acontecimentos do filme de 2021.